# 懷特島 (努納武特)

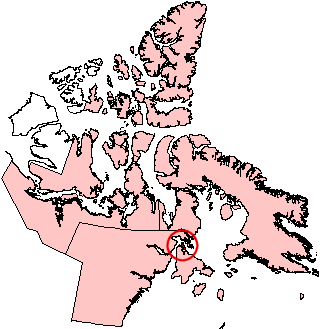

65°50′N 84°50′W / 65.833°N 84.833°W
懷特島（英語：White Island，也译作白岛）是加拿大的島嶼，位於福克斯灣，屬於北極群島的一部分，由基瓦里奇地區負責管轄，長55公里、寬19公里，面積789平方公里，最高點海拔高度381米，島上無人居住。